# Субантарктический пингвин
Субантарктический пингвин, или папуанский пингвин (лат. Pygoscelis papua), — вид пингвинов из рода антарктических пингвинов, родственный пингвинам Адели и антарктическим пингвинам.
В английском языке за данным видом закрепилось название Генту, хотя происхождение данного термина до конца не ясно — это не имеет отношения к соседним видам, но возможно связано с внешним видом (белой «шапкой» на голове).

## Таксономия
Согласно последним исследованиям, вид должен быть разделён на комплекс видов, состоящий из четырёх морфологически подобных друг другу, но при этом отдельных таксонов: P. papua sensu stricto, P. ellsworthi, P. taeniata и впервые описанный вид Pygoscelis poncetii.

## Внешний вид
После императорских и королевских пингвинов, субантарктический — самый крупный пингвин. Самцы достигают веса 9 кг, а самки — 7,5 кг, рост взрослых особей — 75—90 см. В воде папуанские пингвины достигают скорости 36 км/ч, что делает их быстрейшими из всех пингвинов. Глубина погружения может достигать 200 метров. Питаются крилем, реже — мелкой рыбой.
Верхняя (задняя) часть пингвинов — чёрная, тёмно-серая, спереди белая. Клюв — оранжево-красный или красный с чёрным концом, лапы — оранжевые или тёмно-оранжевые.

## Ареал
Гнездовая область ограничена Антарктикой и субантарктическими островами (Фолклендские, Южная Георгия, Кергелен, Херд, Южные Оркнейские, Принца Эдуарда и Южные Сандвичевы). Численность мировой популяции составляет 320 тыс. пар. Гнездится колониями, насчитывающими, как правило, несколько сотен пар. Колонии каждый год перемещаются на несколько метров от предыдущего положения, но иногда по непонятным причинам могут переместиться на многие километры.

## В культуре
- В честь представителей этого вида назван один из дистрибутивов GNU/Linux из-за того, что они являются самыми быстрыми водоплавающими пингвинами — в воде их скорость может достигать 36 км/ч[7].
- В американской комедии 2011 года «Пингвины мистера Поппера» наряду с Джимом Керри главную роль исполняют шесть субантарктических пингвинов.

## Галерея
- Субантарктические пингвины в Аквариуме Шедда
- Яйцо субантарктического пингвина